# Роберт Лансинг
Роберт Лансинг (енгл. Robert Lansing; Вотертаун, 17. октобар 1864 — Њујорк, 30. октобар 1928) био је амерички адвокат и политичар који је почетком Првог светског рата радио као правни саветник у министарству спољних послова САД, а потом и као државни секретар у администрацији Вудра Вилсона од 1915. до 1920. године. Пре уласка САД у рат, Лансинг се залагао у корист принципа слободе отвореног мора и права неутралних народа. Касније је подржао учешће САД у Првом светском рату, учествовао у постизању споразума Лансинг-Иши са Јапаном 1917, и био је члан Америчке комисије за преговоре о миру у Паризу 1919. године.

## Каријера
Лансинг је рођен у Вотертауну 17. октобра 1864. као син Џона Лансинга (1832-1907) и Марије Леј Лансинг. Дипломирао је права на Амхерст колеџу, а у адвокатску комору је примљен 1889.
Од тада па до 1907. радио је у Лансинг и Лансинг адвокатској фирми у Вотертауну. Као стручњак за међународна права, радио је као помоћник савета за неспоразум око Беринговог мора од 1892. до 1893, као заступник комисије САД за Берингово море од 1896 до 1897, као владин адвокат пре спора око Аљаске границе 1903, као заступник Северно-атлантског риболова за арбитражу у Хагу од 1909 до 1910, и као агент САД у Америчкој и Британској арбитражи од 1912 до 1914. године. Вудро Вилсон је 1914. поставио Лансинга за саветника државног секретара.

## Први светски рат
Потапањем брода РМС Лузитанија 7. маја 1915. од стране немачке подморнице У-20, Лансинг је подржао Вудроа Вилсона у слању три писма протеста немачкој влади. Вилијам Џенингс Брајан је поднео оставку као државни секретар након Вилсоновог другог писма протеста, које је Брајан окарактерисао као сувише непријатељски. Лансинг је заменио Брајана, а у својим мемоарима је рекао да је након трагедије Лузитанија увек имао „убеђење да смо коначно постали савезници са Британијом“.
Лансинг је 1916. запослио неколико људи који су постали први агенти државног секретаријата у новом Централном обавештајном бироу. Ови агенти су првобитно служили за посматрање активности Немачке у Америци. Мала група агената које је запослио Лансинг касније ће постати Дипломатска безбедносна служба.
Поводом победе српске војске у Колубарској бици над Аустроугарском, Роберт Лансинг је изјавио:
| „ | Када се буде писала историја овога рата, најславнији део те историје носиће назив: Србија. Српска војска учинила је чудо од јунаштва, а српски народ претрпео нечувене муке. Такво пожртвовање и истрајност не могу проћи незапажено - они се морају признати и наградити. | ” |